# Amparo Iturbi
Dame Amparo Iturbi, nome completo Amparo Iturbi Báguena, (Valencia, 12 marzo 1898 – Beverly Hills, 22 aprile 1969), è stata una pianista e docente spagnola naturalizzata statunitense.

## Biografia

### Primi anni di carriera
Amparo Iturbi Báguena nacque a Valencia, in Spagna, sorella minore di José Iturbi. Diede il suo concerto di debutto all'età di 15 anni a Barcellona. Nel 1925 tenne il suo primo concerto importante al di fuori della Spagna, suonando a Parigi, nella Salle Gaveau.
A questo seguirono recital a due pianoforti con José, tournée in Italia, Svizzera, Belgio, Paesi Bassi e Inghilterra. Accompagnò il famoso soprano catalano Maria Barrientos. Fu solo nel 1937 che suonò per la prima volta negli Stati Uniti. Da un breve matrimonio ebbe una figlia, chiamata Amparo come lei. La giovane Amparo guidava una compagnia di flamenco di fama internazionale e insegnava danza. Amparo Iturbi fu una pioniera del repertorio pianistico spagnolo negli Stati Uniti, fino all'arrivo di Alicia de Larrocha nel 1965.
Tra i suoi studenti degni di nota figura Bruce Sutherland.

### Carriera nel cinema
Ha avuto ruoli da ospite, interpretando se stessa, al fianco di suo fratello nei seguenti musical della Metro-Goldwyn-Mayer:
- Due ragazze e un marinaio (1944)
- Vacanze al Messico (1946)
- Mamma non ti sposare (1948)
- Il bacio di mezzanotte (1949)

Era nella colonna sonora di Mamma non ti sposare (1948). Ámparo Iturbi appariva nei film solo il tempo necessario per suonare il pianoforte con suo fratello. Conosciuti per il loro modo di suonare il pianoforte in doppio, la coppia apparve in The Jimmy Durante Show nel 1955 e in The Bell Telephone Hour nel 1962. Ci furono molte registrazioni pubblicate in duo e singolarmente. Un CD, "Celebrated Artistry-Mozart/José & Ámparo Iturbi", fu pubblicato nel 1999.

### Titolo di Dama
È stata nominata Dama della Croce dell'Ordine di Isabella la Cattolica nel 1958 in Spagna.

### Borse di studio onorarie
- Alla California State University di Fresno, una borsa di studio speciale è disponibile nel nome di Ámparo Iturbi.[1]
- José Iturbi fondò una borsa di studio in memoria di sua sorella, che sopravvisse per più di un decennio, per specializzandi in musica, in particolare quelli specializzati in pianoforte alla Loyola Marymount University.

### Insegnante di pianoforte
Amparo Iturbi impartì lezioni di pianoforte a studenti selezionati nei primi anni '60 nella sua casa di Beverly Hills. Alcuni studenti la consideravano un po' '"rigorosa" a causa della tecnica Iturbi, che richiedeva che le dita fossero posizionate a riposo come i martelletti di un clavicembalo, in attesa di colpire i tasti, toccando solo la punta delle dita. Mantenere questa posizione ed eseguire un colpo chiave senza muovere le dita adiacenti era obbligatorio ed era essenziale che i muscoli e i tendini dell'avambraccio fossero "rilassati" in ogni momento durante l'esecuzione. Questa tecnica quasi controintuitiva veniva considerata difficile o addirittura dolorosa da alcuni pianisti.
Madame Iturbi, come veniva affettuosamente chiamata dai suoi studenti, si sedeva vicino alla panca del pianoforte, con le dita che stringevano leggermente l'avambraccio del pianista, così da poter rilevare qualsiasi tensione nel braccio e correggerla quando necessario. Questo processo poteva di per sé provocare tensioni perché le reazioni di Madame Iturbi potevano essere piuttosto drammatiche e sorprendenti. Inoltre qualsiasi cosa che assomigliasse a una posizione della mano "col dito piatto" era severamente vietata e il rilassamento in questa orribile negligenza avrebbe portato un piccolo schiaffo della mano come promemoria.
Amparo era una forte fumatrice di sigarette e fumava continuamente durante le lezioni di piano. I suoi studenti non sembravano preoccuparsi del suo fumo, tuttavia aveva l'abitudine di lasciare che la cenere della sigaretta crescesse in modo precario prima di cadere sui suoi vestiti e/o sul pianoforte, cosa che poteva distogliere l'attenzione di alcuni studenti. La sua personalità colorata ed i racconti su di lei la fecero diventare una persona deliziosa e affascinante.
Teneva regolarmente recital di pianoforte a casa sua per gli studenti più avanzati e suo fratello a volte partecipava. La sua tariffa era di $ 25 l'ora nei primi anni '60, ma mostrava gentilezza e generosità agli studenti principianti offrendo loro la sua "borsa di studio" per ottenere buoni risultati, per veniva offerta una lezione gratuita per ognuna che era stata pagata. I suoi studenti l'amavano molto e alcuni la invitavano a cena a casa loro regolarmente.

### Morte
Ámparo Iturbi morì il 22 aprile 1969 a Beverly Hills, California, per un tumore cerebrale, all'età di 71 anni.